# Stainless Style
Stainless Style je první studiové album dua Neon Neon, což je projekt, v němž působí velšský zpěvák Gruff Rhys a americký hudebník Boom Bip. Album vydala v březnu roku 2008 společnost Lex Records. Na albu se podílela řada hudebníky, mezi které patří například Josh Klinghoffer, Cate Le Bon, Spank Rock a Fabrizio Moretti. Album bylo nominováno na Mercury Prize.

## Seznam skladeb
1. „Neon Theme“ – 2:22
2. „Dream Cars“ – 3:25
3. „I Told Her on Alderaan“ – 3:44
4. „Raquel“ – 5:02
5. „Trick for Treat“ – 4:44
6. „Steel Your Girl“ – 3:34
7. „I Lust U“ – 3:00
8. „Sweat Shop“ – 3:57
9. „Belfast“ – 3:09
10. „Michael Douglas“ – 4:14
11. „Luxury Pool“ – 3:56
12. „Stainless Style“ – 1:59